# Provincias de Cuba
Cuba se subdivide en 15 provincias y el Municipio Especial Isla de la Juventud, que no se incluye en ninguna de ellas. El último cambio ocurrió en agosto de 2010, cuando la Asamblea Nacional de Cuba aprobó la creación de dos nuevas provincias: Artemisa y Mayabeque, a partir de la segmentación o partición de la provincia de La Habana, junto con el traspaso de 3 municipios orientales de la provincia de Pinar del Río. Esta nueva división territorial entró en efecto el 1 de enero de 2011.

## Provincias
| Provincias de Cuba |                     |                       |           |
| Artemisa Cienfuegos Mayabeque Holguín Granma Camagüey Villa Clara Sancti Spíritus Ciego de Ávila Las Tunas Santiago de Cuba Pinar del Río Matanzas Isla de la Juventud La Habana Guantánamo Canal de Yucatán Paso de los Vientos Mar Caribe Estrecho de la Florida Océano Atlántico Islas Caimán (R. U.) Bahamas |                     |                       |           |
| No | Provincia           | Capital               | Población |
| 1 | Pinar del Río       | Pinar del Río         | 601,861   |
| 2 | Artemisa            | Artemisa              | 511,773   |
| 3 | La Habana           | La Habana             | 3,686,839 |
| 4 | Mayabeque           | San José de las Lajas | 403,757   |
| 5 | Matanzas            | Matanzas              | 705,775   |
| 6 | Cienfuegos          | Cienfuegos            | 441,265   |
| 7 | Villa Clara         | Santa Clara           | 805,974   |
| 8 | Sancti Spíritus     | Sancti Spíritus       | 460,850   |
| 9 | Ciego de Ávila      | Ciego de Ávila        | 430,725   |
| 10 | Camagüey            | Camagüey              | 758,856   |
| 11 | Las Tunas           | Las Tunas             | 530,486   |
| 12 | Granma              | Bayamo                | 810,138   |
| 13 | Holguín             | Holguín               | 1,044,148 |
| 14 | Santiago            | Santiago de Cuba      | 1,325,327 |
| 15 | Guantánamo          | Guantánamo            | 502,226   |
| No | Municipio Especial  | Capital               | Población |
| 16 | Isla de la Juventud | Nueva Gerona          | 103,831   |

## Historia

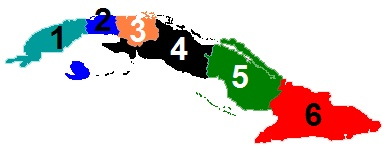
Provincias cubanas de 1879 a 1976

El gobierno español dividió la isla en seis provincias administrativas con objeto de adaptar la división territorial de la isla a la existente en la península y para facilitar la elección de Diputados a las Cortes. Así, desde 1878 hasta 1976, estuvo dividida en 6 provincias (de occidente a oriente):
1. Pinar del Río.
2. La Habana.
3. Matanzas.
4. Santa Clara. Denominada posteriormente "Las Villas" en algún momento antes de 1940.
5. Puerto Príncipe. En 1899 el nombre de la provincia de Puerto Príncipe fue cambiado a "Camagüey".
6. Santiago de Cuba. En 1905 el nombre de la provincia de Santiago de Cuba fue cambiado a "Oriente".

Durante este período las provincias sufrieron solo cambios menores en sus límites. En 1976, se aprobó la nueva División Político-Administrativa (DPA) en 14 provincias y un municipio especial: Isla de la Juventud, conocida hasta 1978 como Isla de Pinos. La antigua provincia de Oriente se dividió en 5: Las Tunas, Granma, Holguín, Santiago de Cuba y Guantánamo, la provincia de Camagüey se dividió en dos: Camagüey y Ciego de Ávila. La provincia de Las Villas se dividió en Cienfuegos, Villa Clara y Sancti Spíritus, y por último la antigua provincia de La Habana se dividió en la Ciudad de La Habana, La Habana y el municipio especial de Isla de la Juventud. En esa DPA, la capital de la provincia de La Habana radicaba en la Ciudad de La Habana, es decir fuera de su territorio provincial.